# Damernas C-2 500 meter i kanotsport vid olympiska sommarspelen 2024
Damernas C-2 500 meter i sprint i kanotsport vid olympiska sommarspelen 2024 hölls den 6 och 9 augusti 2024 på Stade nautique de Vaires-sur-Marne i Vaires-sur-Marne i Frankrike.
 
I C-2 500 meter står C för engelska canoe på svenska kanadensare, 2 är anatalet kanotister i båten och 500 meter är längden på banan. Det var andra gången grenen damernas C-2 500 meter (eng: canoe double 500m) i kanotsprint var med i OS efter att ha introducerats i Tokyo 2020. Tävlingen innehöll 13 båtar och formatet var så att den hade fyra omgångar: kvalheat, kvartsfinal, semifinal och final. Första omgången innehöll två kvalheats med sju båtar i det ena och sex båtar i det andra loppet. De två bästa paren i varje lopp gick direkt till semifinal, medan resten gick vidare till kvartsfinal.
Kvartsfinalen innehöll två lopp med fem eller fyra båtar i varje och de tre bästa paren gick vidare till semifinal och resten gick till B-final. Semifinalen innehöll två lopp med fem båtar i varje. De fyra bästa paren i varje lopp gick vidare till A-finalen medan den femte gick till B-finalen. I A-finalen avgjordes placeringarna 1-8 och i B-finalen avgjorde platserna 9-13.
Guldet togs av kinesiskorna Xu Shixiao och Sun Mengya, silvret av ukrainskorna Liudmyla Luzan och Anastasiia Rybachok och bronset togs av kanadenskorna Sloan MacKenzie och Katie Vincent.

## Program
Alla tider är centraleuropeisk sommartid (UTC+2):
| Datum          | Tid         | Omgång                  |
| -------------- | ----------- | ----------------------- |
| 6 augusti 2024 | 11:00 13:20 | Kvalheats Kvartsfinaler |
| 9 augusti 2024 | 10:30 12:40 | Semifinaler Finaler     |

## Resultat

### Heats
De två bästa paren gick till semifinal (SF) och resten gick till kvartsfinal (QF).
| Plac. | Bana | Kanotist                                         | Nation    | Tid     | Anm. |
| ----- | ---- | ------------------------------------------------ | --------- | ------- | ---- |
| 1     | 5    | Xu Shixiao Sun Mengya                            | Kina      | 1:54,45 | SF   |
| 2     | 3    | Liudmyla Luzan Anastasiia Rybachok               | Ukraina   | 1:55,88 | SF   |
| 3     | 4    | Sylwia Szczerbińska Dorota Borowska              | Polen     | 1:58,42 | QF   |
| 4     | 7    | María Mailliard Paula Gómez                      | Chile     | 2:00,28 | QF   |
| 5     | 6    | Lisa Jahn Hedi Kliemke                           | Tyskland  | 2:01,15 | QF   |
| 6     | 8    | Axelle Renard Eugénie Dorange                    | Frankrike | 2:01,68 | QF   |
| 7     | 2    | Yarisleidis Cirilo Duboys Yinnoly Lopez Lamadrid | Kuba      | 2:03,54 | QF   |

| Plac. | Bana | Kanotist                        | Nation    | Tid     | Anm.   |
| ----- | ---- | ------------------------------- | --------- | ------- | ------ |
| 1     | 6    | Sloan MacKenzie Katie Vincent   | Kanada    | 1:54,16 | OR, SF |
| 2     | 4    | Antía Jácome María Corbera      | Spanien   | 1:55,63 | SF     |
| 3     | 5    | Agnes Kiss Bianka Nagy          | Ungern    | 1:56,82 | QF     |
| 4     | 3    | Daniela Cociu Maria Olărașu     | Moldavien | 1:58,81 | QF     |
| 5     | 2    | Mariya Brovkova Rufina Iskakova | Kazakstan | 2:00,05 | QF     |
| 6     | 7    | Ayomide Bello Beauty Otuedo     | Nigeria   | 2:10,11 | QF     |

### Kvartsfinaler
De tre bästa paren gick till semifinal (SF) och resten gick till B-final (FB).
| Plac. | Bana | Kanotist                                         | Nation    | Tid     | Anm. |
| ----- | ---- | ------------------------------------------------ | --------- | ------- | ---- |
| 1     | 5    | Sylwia Szczerbińska Dorota Borowska              | Polen     | 1:55,39 | SF   |
| 2     | 4    | Daniela Cociu Maria Olărașu                      | Moldavien | 1:56,22 | SF   |
| 3     | 2    | Yarisleidis Cirilo Duboys Yinnoly Lopez Lamadrid | Kuba      | 1:56,38 | SF   |
| 4     | 3    | Lisa Jahn Hedi Kliemke                           | Tyskland  | 1:56,56 | FB   |
| 5     | 6    | Ayomide Bello Beauty Otuedo                      | Nigeria   | 2:07,86 | FB   |

| Plac. | Bana | Kanotist                        | Nation    | Tid     | Anm. |
| ----- | ---- | ------------------------------- | --------- | ------- | ---- |
| 1     | 5    | Agnes Kiss Bianka Nagy          | Ungern    | 1:59,89 | SF   |
| 2     | 4    | María Mailliard Paula Gómez     | Chile     | 2:00,82 | SF   |
| 3     | 6    | Axelle Renard Eugénie Dorange   | Frankrike | 2:00,91 | SF   |
| 4     | 3    | Mariya Brovkova Rufina Iskakova | Kazakstan | 2:01,76 | FB   |

### Semifinaler
De fyra bästa paren gick till A-final (FA) och det femte paret gick till B-final (FB).
| Plac. | Bana | Kanotist                                         | Nation  | Tid     | Anm.   |
| ----- | ---- | ------------------------------------------------ | ------- | ------- | ------ |
| 1     | 5    | Xu Shixiao Sun Mengya                            | Kina    | 1:53,73 | OR, FA |
| 2     | 4    | Antía Jácome María Corbera                       | Spanien | 1:56,55 | FA     |
| 3     | 6    | Yarisleidis Cirilo Duboys Yinnoly Lopez Lamadrid | Kuba    | 1:57,03 | FA     |
| 4     | 3    | Sylwia Szczerbińska Dorota Borowska              | Polen   | 1:57,19 | FA     |
| 5     | 2    | María Mailliard Paula Gómez                      | Chile   | 1:58,10 | FB     |

| Plac. | Bana | Kanotist                           | Nation    | Tid     | Anm. |
| ----- | ---- | ---------------------------------- | --------- | ------- | ---- |
| 1     | 5    | Sloan MacKenzie Katie Vincent      | Kanada    | 1:55,34 | FA   |
| 2     | 6    | Agnes Kiss Bianka Nagy             | Ungern    | 1:55,51 | FA   |
| 3     | 4    | Liudmyla Luzan Anastasiia Rybachok | Ukraina   | 1:55,62 | FA   |
| 4     | 3    | Daniela Cociu Maria Olărașu        | Moldavien | 1:56,66 | FA   |
| 5     | 2    | Axelle Renard Eugénie Dorange      | Frankrike | 1:57,14 | FB   |

### Finals
A-finalen avgjorde placeringarna 1-8 och B-finalen 9-13. 
| Plac.     | Bana | Kanotist                                         | Nation    | Tid     | Anm. |
| --------- | ---- | ------------------------------------------------ | --------- | ------- | ---- |
| 1         | 5    | Xu Shixiao Sun Mengya                            | Kina      | 1:52,81 | OR   |
| 2         | 2    | Liudmyla Luzan Anastasiia Rybachok               | Ukraina   | 1:54,30 |      |
| 3         | 4    | Sloan MacKenzie Katie Vincent                    | Kanada    | 1:54,36 |      |
| 4         | 6    | Agnes Kiss Bianka Nagy                           | Ungern    | 1:54,90 |      |
| 5         | 1    | Sylwia Szczerbińska Dorota Borowska              | Polen     | 1:55,75 |      |
| 6         | 3    | Antía Jácome María Corbera                       | Spanien   | 1:56,65 |      |
| 7         | 8    | Daniela Cociu Maria Olărașu                      | Moldavien | 1:56,96 |      |
| 8         | 7    | Yarisleidis Cirilo Duboys Yinnoly Lopez Lamadrid | Kuba      | 2:01,77 |      |
| Referens: |      |                                                  |           |         |      |

| Plac. | Bana | Kanotist                        | Nation    | Tid     | Anm. |
| ----- | ---- | ------------------------------- | --------- | ------- | ---- |
| 1     | 6    | Lisa Jahn Hedi Kliemke          | Tyskland  | 1:56,48 |      |
| 2     | 4    | Axelle Renard Eugénie Dorange   | Frankrike | 1:57,02 |      |
| 3     | 3    | Mariya Brovkova Rufina Iskakova | Kazakstan | 1:57,58 |      |
| 4     | 5    | María Mailliard Paula Gómez     | Chile     | 2:05,02 |      |
| 5     | 2    | Ayomide Bello Beauty Otuedo     | Nigeria   | 2:15,20 |      |

## Anmärkning
1. 1 2 3  OR: olympiskt rekord, även kallad OB, olympiskt bäst.